# Microphontes megoura
Microphontes megoura är en tvåvingeart som beskrevs av Jason Gilbert Hayden Londt 1994. Microphontes megoura ingår i släktet Microphontes och familjen rovflugor. Inga underarter finns listade i Catalogue of Life.